# Parabramis
Genre
Parabramis est un genre de poissons téléostéens de la famille des Cyprinidae et de l'ordre des Cypriniformes. Le genre Parabramis est mono-typique, c'est-à-dire qu'il n'est composé que d'une seule espèce, Parabramis pekinensis. L’espèce se rencontre en d'eau douce. Elle est originaire d'Asie dans le bassin du Amour (fleuve) en Russie et au sud de Ningpo et Shanghai en Chine. L’espèce est un poisson important dans l’alimentation humaine, et a été introduit dans plusieurs régions en dehors de son aire de répartition naturelle. L'espèce a été initialement décrite comme Abramis pekinensis. Le nom est dérivé du mot grec « para », qui signifie « le côté de », et le Vieux mot français « Brème », un type de poisson d'eau douce.

## Liste des espèces
Selon FishBase (23 août 2015) :
- Parabramis pekinensis (Basilewsky, 1855)